# Джералд Паттерсон
Джералд Паттерсон (англ. Gerald Patterson; 17 грудня 1895 — 13 червня 1967) — колишній австралійський тенісист.
Найвищу одиночну позицію світового рейтингу — 1 місце досяг 1919 року (за даними А. Волліса Маєрса).
Здобув 28 одиночних титулів.
Перемагав на турнірах Великого шолома в одиночному, парному та змішаному парному розрядах.
Завершив кар'єру 1928 року.

## Фінали турнірів Великого шолома

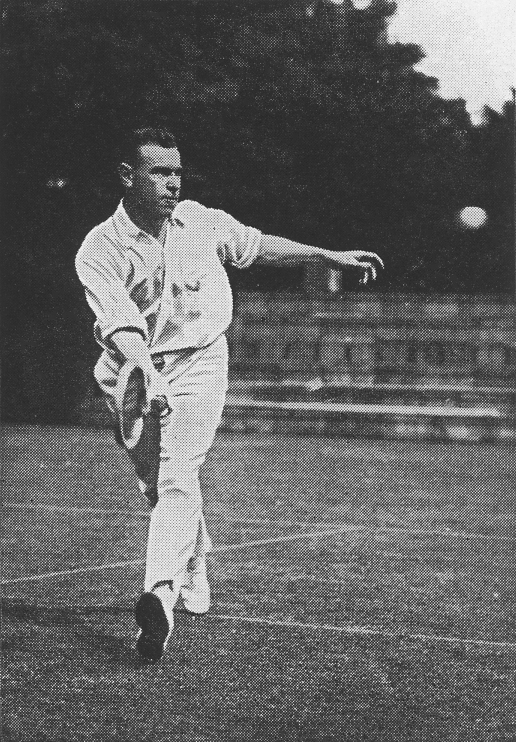
Джералд Паттерсон виконує форгенд

### Одиночний розряд: 7 (3–4)
| Результат | Рік  | Турнір                | Покриття | Суперник         | Рахунок                   |       |
| --------- | ---- | --------------------- | -------- | ---------------- | ------------------------- | ----- |
| Поразка   | 1914 | Чемпіонат Австралазії | Трава    | Артур О'Гара Вуд | 4–6, 3–6, 7–5, 1–6        | [ 4 ] |
| Перемога  | 1919 | Вімблдонський турнір  | Трава    | Норман Брукс     | 6–3, 7–5, 6–2             | [ 5 ] |
| Поразка   | 1920 | Вімблдонський турнір  | Трава    | Білл Тілден      | 6–2, 3–6, 2–6, 4–6        | [ 5 ] |
| Поразка   | 1922 | Чемпіонат Австралазії | Трава    | Джеймс Андерсон  | 0–6, 6–3, 6–3, 3–6, 2–6   | [ 4 ] |
| Перемога  | 1922 | Вімблдонський турнір  | Трава    | Рендолф Лайсетт  | 6–3, 6–4, 6–2             | [ 5 ] |
| Поразка   | 1925 | Чемпіонат Австралазії | Трава    | Джеймс Андерсон  | 9–11, 6–2, 2–6, 3–6       | [ 4 ] |
| Перемога  | 1927 | Чемпіонат Австралії   | Трава    | Джон Гоукс       | 3–6, 6–4, 3–6, 18–16, 6–3 | [ 4 ] |

### Парний розряд: 14 (6–8)
| Результат | Рік  | Турнір                | Покриття | Партнер        | Суперники                         | Рахунок                  |       |
| --------- | ---- | --------------------- | -------- | -------------- | --------------------------------- | ------------------------ | ----- |
| Перемога  | 1914 | Чемпіонат Австралазії | Трава    | Ешлі Кемпбелл  | Родні Гіт Артур О'Гара Вуд        | 7–5, 3–6, 6–3, 6–3       | [ 6 ] |
| Перемога  | 1919 | Чемпіонат США         | Трава    | Норман Брукс   | Вінсент Річардс Білл Тілден       | 8–6, 6–3, 4–6, 4–6, 6–2  | [ 7 ] |
| Перемога  | 1922 | Чемпіонат Австралазії | Трава    | Джон Гоукс     | Джеймс Андерсон Норман Піч        | 8–10, 6–0, 6–0, 7–5      | [ 6 ] |
| Поразка   | 1922 | Вімблдонський турнір  | Трава    | Пет О'Гара Вуд | Джеймс Андерсон Рендолф Лайсетт   | 6–3, 9–7, 4–6, 3–6, 9–11 | [ 8 ] |
| Поразка   | 1922 | Чемпіонат США         | Трава    | Пет О'Гара Вуд | Вінсент Річардс Білл Тілден       | 6–4, 1–6, 3–6, 4–6       | [ 7 ] |
| Поразка   | 1924 | Чемпіонат Австралазії | Трава    | Пет О'Гара Вуд | Джеймс Андерсон Норман Брукс      | 2–6, 4–6, 3–6            | [ 6 ] |
| Поразка   | 1924 | Чемпіонат США         | Трава    | Пет О'Гара Вуд | Говард Кінсі Роберт Кінсі         | 5–7, 7–5, 9–7, 3–6, 4–6  | [ 7 ] |
| Перемога  | 1925 | Чемпіонат Австралазії | Трава    | Пет О'Гара Вуд | Джеймс Андерсон Фред Калмс        | 6–4, 8–6, 7–5            | [ 6 ] |
| Поразка   | 1925 | Чемпіонат США         | Трава    | Джон Гоукс     | Р. Норріс Вільямс Вінсент Річардс | 2–6, 10–8, 4–6, 9–11     | [ 7 ] |
| Перемога  | 1926 | Чемпіонат Австралазії | Трава    | Джон Гоукс     | Джеймс Андерсон Пет О'Гара Вуд    | 6–1, 6–4, 6–2            | [ 6 ] |
| Перемога  | 1927 | Чемпіонат Австралії   | Трава    | Джон Гоукс     | Ієн Мак-Іннесс Пет О'Гара Вуд     | 8–6, 6–2, 6–1            | [ 6 ] |
| Поразка   | 1928 | Вімблдонський турнір  | Трава    | Джон Гоукс     | Жак Брюньйон Анрі Коше            | 11–13, 4–6, 4–6          | [ 8 ] |
| Поразка   | 1928 | Чемпіонат США         | Трава    | Джон Гоукс     | Джон Ф. Геннессі Джордж Лот       | 2–6, 1–6, 2–6            | [ 7 ] |
| Поразка   | 1932 | Чемпіонат Австралії   | Трава    | Геррі Гопмен   | Джек Кроуфорд Едґар Мун           | 10–12, 3–6, 6–4, 4–6     | [ 6 ] |

### Мікст: 1 (1 перемога)
| Результат | Рік  | Турнір               | Покриття | Партнер        | Суперники                     | Рахунок  |       |
| --------- | ---- | -------------------- | -------- | -------------- | ----------------------------- | -------- | ----- |
| Перемога  | 1920 | Вімблдонський турнір | Трава    | Сюзанн Ленглен | Елізабет Раян Рендолф Лайсетт | 7–5, 6–3 | [ 9 ] |

## Виступи в одиночних турнірах Великого шолома
| W | Ф | ПФ | ЧФ | #Р | КТ | К# | DNQ | A | NH |

Для турнірів з раундом виклику: (WC) won; (CR) програв у раунді виклику; (ФA) all comers' finalist
(OF) тільки серед французьких гравців
| Турнір                                 | 1914  | 1915         | 1916         | 1917         | 1918         | 1919         | 1920  | 1921  | 1922  | 1923  | 1924  | 1925  | 1926  | 1927  | 1928  | Career SR |
| -------------------------------------- | ----- | ------------ | ------------ | ------------ | ------------ | ------------ | ----- | ----- | ----- | ----- | ----- | ----- | ----- | ----- | ----- | --------- |
| Відкритий чемпіонат Австралії з тенісу | Ф     |              | не проводили | не проводили | не проводили | 3р1          |       |       | Ф     |       |       | Ф     | 1р    | П     | 1р    | 1 / 7     |
| Відкритий чемпіонат Франції з тенісу   | OF    | не проводили | не проводили | не проводили | не проводили | не проводили | OF    | OF    | OF    | OF    | OF    |       |       |       | 4р    | 0 / 1     |
| Вімблдонський турнір                   |       | не проводили | не проводили | не проводили | не проводили | WC           | CR    |       | П     |       |       |       |       |       | 4р    | 2 / 4     |
| Відкритий чемпіонат США з тенісу       |       |              |              |              |              | 4р           |       |       | ПФ    |       | ПФ    |       |       |       |       | 0 / 3     |
| SR                                     | 0 / 1 | 0 / 0        | 0 / 0        | 0 / 0        | 0 / 0        | 1 / 3        | 0 / 1 | 0 / 0 | 1 / 3 | 0 / 0 | 0 / 1 | 0 / 1 | 0 / 1 | 1 / 1 | 0 / 3 | 3 / 15    |

1Паттерсон став першим тенісистом, що впродовж одного сезону зіграв на трьох турнірах Великого шлему.